# 2024年10月澳門
2024年10月澳門是指澳門在2024年10月發生的重大新聞事件。

## 10月1日
- 中華人民共和國國慶75周年，行政長官賀一誠提出，學習貫徹中共二十屆三中全會精神是當前和今後一個時期澳門特區的一項重大政治任務。他又表示，廿五年來，國家把澳門作為掌上明珠，始終是澳門保持繁榮穩定的最堅強後盾，始終為澳門發展提供最大機遇。而且，實踐證明，「一國兩制」是行得通、辦得到、得人心的最佳制度安排！[1]
- 連接澳門半島新城A區至氹仔北安的澳門大橋正式通車，政府上午舉行落成典禮，特首賀一誠致辭時表示，澳門大橋是毗鄰港珠澳大橋的重要交通基礎設施，不僅完善了澳門整體的交通佈局，亦為居民和旅客創造了更便捷的出行條件，進一步助力澳門建設世界旅遊休閒中心，助力持續增進民生福祉和經濟適度多元發展[2]。
  - 博彩監察協調局公有9月幸運博彩毛收入為172.53億元，按年上升15.5%，與8月比較下趺12%，為2024年以來賭收最低的一個月[3]。

## 10月2日
- 2024年澳門特別行政區行政長官選舉唯一參選人岑浩輝開展落區行程。首站到祐漢區了解情況，包括住屋、都市更新、生活及營商環境，分別與區內商舖、攤販，附近街坊及青年交流[4]。岑浩輝談到祐漢都市更新時希望凝聚共識，使重建項目能夠“真真正正起步”。並認同區內休憩空間不足，需要改善[5]。
- 治安警察局公佈國慶黃金周翌日近70.9萬人次進出澳門，當中入境旅客近16.6萬人次，多個出入境口岸或景點周邊巴士站、的士站出現人龍[6]。

## 10月3日
- 10月2日訪澳入境旅客達16.6萬人次，打破2019年10月5日16.21萬人次記錄，澳門旅遊局表示，國慶黃金週首兩日入境旅客數量高於局方預計，並相信未來數日訪澳旅客量仍然會維持較高水平[7]。
- 2024年澳門特別行政區行政長官選舉唯一參選人岑浩輝走訪新橋區，提及考慮「活化」，亦通過宣傳吸引中國大陸遊客，尤其年輕遊客進入具有文化底蘊、安全、舒暢且不太擠迫的新橋區[8]。
- 國慶黃金周假期第三天，旅客入境記錄達17萬人次，中區及離島旅遊區人流密集，旅客處處。警方終要在黃金週第三天出手，啟動大三巴人潮及交通管制措施[9]。
- 澳門國際機場於2024年10月3日正式獲土地批給用作填海擴建工程項目，預計於2024年底前正式開展施工，2030年下半年完工[10]。

## 10月4日
- 10月3日為本地國慶假期結束，居民全面恢復上班上學更疊加中國大陸黃金周假期，訪澳旅客創單日歷史新高，當天交通擠塞處處，公共巴士服務更可謂狀況連連。不過，交通事務局公布，當天搭巴士人次錄得超過80萬人次，為歷史最多人搭車的一天[11]。
- 一名休班治安警察局一等警員受傷送往仁伯爵綜合醫院接受治療期間性騷擾一名當值女護士，被判四個月徒刑，暫緩執行兩年。保安司亦批示，對該名一等警員科處停職處分[12]。
- 中國大陸黃金周假期第四日，大三巴牌坊一帶再度實施人潮管制，全澳各口岸共錄得超過72萬人次出入境，當中入境旅客佔16.3萬多人次，公共巴士或發財巴輪候超過1小時或以上[13]。

## 10月5日
- 2024年澳門特別行政區行政長官選舉唯一參選人岑浩輝舉行公聽會，聆聽市民意見及建議，並進一步與公眾交流施政構想，約四百名市民出席，其中十一名市民透過抽簽形式向候選人岑浩輝提問。市民關注的議題主要包括公共治理、公務員入職晉升、人才培養、房屋、交通、醫療、教育、社會保障、「少子化」及人口老齡化、都市更新、非博彩元素與經濟適度多元、橫琴粵澳深合區等[14]。
- 國慶黃金周第五日，根據警方資料，全日各口岸出入境總人次約73萬，旅客總出入境近31萬人次，當中入境旅客為15萬人次，多數經關閘進出澳門；各景點人潮擁擠，大三巴街再度實施人潮管制[15]。

## 10月6日
- 政府回應救護車跨境直通工作進展，保安司表示消防局至今已有五輛救護車和三輛救火車獲粵澳「兩地牌」，而港澳的則計劃先推澳救護車往港，現規劃會有八輛。計劃以仁伯爵綜合醫院為試點[16]。
- 治安警察局公佈10月1日至5日各口岸合共錄得350.5萬人次出入境，按年上升18.8%，較2019年同期上升18.8%，平均每日出入境人次約70.1萬人次；另檢控4宗的士違規，當中包括拒載以及不適當或不合法的車速行駛，因對待乘客不禮貌而轉介交通事務局跟進個案共3宗，另檢控9宗白牌車[17]。
- 據澳門社保基金2023年年報顯示，2023年度總收入達到近129億元，主要源自特區政府的撥款，包括博彩撥款、百分之一的共同分享，以及中央預算執行結餘百分之三的撥款，上述三項撥款的總收入約46.351億元，佔全年總收入約36.2%[18]。
  - 勞動節大馬路御景灣第五座發生一宗懷疑自殺案，一名未成年少女在住所房間被發現中毒死亡、司警在房間撿得遺書，屍體表面沒發現涉及刑事之傷痕。司警暫將案件列作屍體發現案處理，確實死因有待檢驗後確定[19]。
- 國慶假期氹仔舊城區臨時行人專用區結束在即，政府表示自10月1日啟用至今運作順暢，秩序良好[20]。
  - 第32屆澳門國際煙花比賽匯演完滿結束舉行，冠軍由中國大陸代表的東信煙花奪得，亞軍和季軍分別是俄羅斯的Pyro-Klass及日本的丸玉屋小勝煙火店[21]。

## 10月7日
- 2024年澳門特別行政區行政長官選舉唯一參選人岑浩輝落區到下環街一帶視察，對於公聽會只舉辦一場，岑指出由於時間緊迫未有計劃再辦，並承諾內港南雨水泵站及下水道工程於2025年按時完工[22]。
- 中華人民共和國國慶黃金周假期公共巴士及的士超負荷、上車難和搭車難問題突顯，交通事務局表示會持續檢視是次黃金周應對客流交通疏導部署的成效，繼續完善各項細節安排。當中公共巴士總客量於10月2日至6日為361.6萬人次，日均客量72.3萬人次，10月3日及4日的日均客量突破80萬人次[23]。
- 根據澳門旅遊局臨時數據顯示，10月1至6日訪澳旅客近92萬人次，日均客量約15.3萬人次，當中關閘佔超過40人次，其次是港珠澳大橋澳門邊檢大樓及橫琴口岸[24]。

## 10月8日
- 港澳跨境救護車進行首次演練，測試主要由澳門往香港的行車路線，演練同時包括模擬病人運送流程，以及有關的出入境流程安排[25]。
- 2024年澳門特別行政區行政長官選舉唯一參選人岑浩輝落區到氹仔島視察，他表示氹仔是很多中產家庭居住的地方，休憩空間可能不足。他提及善用益隆炮竹廠旁邊的空地，可以改善交通問題及增置休憩空間。如同其他想法，他提出與團隊將會廣泛徵詢意見[26]。
- 離島社諮委同日召開每月恆常會議，有委員前議程前發言建議善用閃置官地，於益隆炮竹廠的空置官地興建交通樞紐及社會服務大樓、增加體育設施空間等[27]。委員何仲傳批評新城區的D區填海工程建設停滯，新城C區未有規劃的跡象，擔憂衍生公共衛生風險，另外暫擱置的內港擋潮閘項目沒有提及替代方案是不合理[28]。
- 一連七天的國慶黃金周假期結束，澳門旅遊局公佈臨時數據共錄得日均14.1萬人次旅客，按年上升22.9%，當中10月3日入境旅客達17.4萬人次，酒店平均入住率達94.5%[29]。
- 新城A區至新城B區跨海連接通道的設計連建造工程已判給合作經營的中國建築工程（香港）有限公司澳門分公司／中國建築工程（澳門）有限公司／保利長大工程有限公司澳門分公司，造價21.8億元，預計2027年10月竣工[30]。

## 10月9日
- 2024年澳門特別行政區行政長官選舉唯一參選人岑浩輝落區到石排灣公屋群視察，對於公屋質量問題，岑認為問題有其歷史原因，是當年的社會環境造成，並提出下屆政府將作總結和汲取過往經驗，交通問題方面，輕軌石排灣線於12月通車，能夠解決該區居民出行需要[31]。
- 一名18歲本地少女於9日凌晨在城軌珠海站對出的昌盛路與桂花南路交界路口橫過馬路時，懷疑沒有遵守行人交通燈號，被一輛粵澳兩地牌私家車撞倒，當場證實死亡，中國公安當局已通報予澳門保安司[32]。
- 經濟及科技發展局及澳門司警發現有騙徒假冒「全城消費大獎賞」的名義，隨機向市民發送釣魚短訊，短訊內訛稱有抽獎機會，誘騙市民點擊短訊內附帶之連結，有關連結進入後為一個假冒「全城消費大獎賞」的網頁，並訛稱市民已中獎，要求輸入個人資料及信用卡資料，以此套取市民信用卡資料後隨即進行未經授權之大額交易，令市民蒙受損失[33]。
- 行政長官賀一誠對第十屆、十一屆全國人民代表大會常務委員會委員長吳邦國離世表示深切哀悼，並向其家人致以誠摯慰問[34]。
- 市政署表示，「澳門半島南岸海濱綠廊工程」拆分三區推進，當中第一區工程於短期內動工，第二區工程於10月底進行開標，第三區正在進行完善設計中。至於橫跨友誼大馬路三個地下行人通道正進行優化工程，對於新口岸閒置地興建政府辦公樓並沒有預留興建街市，市政署表示傳統街市經營越來越不理想，暫亦冇規劃在該區設街市，若社會真有需要，即使沒專用地也不阻設[35]。
- 中區社諮委司開恆常會議，多名委員議程前發言談及十一國慶黃金周景況，包括呼籲增強公共交通承載力，紓緩節假日居民上車難，提升旅遊城市形象；有委員更提及部分居民直接選擇步行嘉樂庇總督大橋回家，另建議於旅遊旺季限制時段和私家車進入熱門景點區域，加強交通疏導能力[36]。
- 著名財經雜誌《福布斯》最新公佈該年度最富有國家及地區排行榜，澳門實質人均GDP高達13.4萬美元，位居排行榜第二，是亞洲第一[37]。

## 10月10日
- 中國大陸再擴大對澳門服務領域開放、支持澳門“1+4”適度多元產業發展策略的《關於修訂〈CEPA服務貿易協議〉的協議二》，將於2025年3月1日起正式實施，包括高新科技、金融服務、視聽文化領域加大開放[38]。
- 北區社區服務諮詢委員會平常會議議程前發言中，有委員關注到有未成年人參與提供「陪拍」服務。指近日有市民反映在網絡社交平台上發現有帖文表示可為旅客提供“地陪”及“陪拍”服務，涉及非本地大學生甚至本地高中生，情況值得關注[39]。
- 福隆新街步行區活化計劃封路範圍惹爭議，文化局宣佈調整開放時間至22:30結束，以及重新開放新填巷及連接紅窗門街一段的福隆新街，開通爐石塘巷行車道、於大街三角地設置上落客貨位置[40]。
- 新城A、B區行車天橋陷違松山限高批示之爭議，雖然政府堅稱沒有問題照上馬，但澳門立法會議員林宇滔去函國家文物局反映，冀對方詳細了解項目興建是否依法、會否影世遺東望洋燈塔的景觀乃至會否危及世遺「金名片」等，並批評政府未有就方案主動上報請示意見[41]。

## 10月11日
- 福隆新街步行區活化計劃終於作調整，有商戶表示歡迎，相信部分路段重開通車有助生意，會先觀察今次調整後的效果，也冀有關方面能持續檢討完善。有坊會代表稱政府回應迅速，並平衡各持分者意見，期望當局與商戶和坊會建立恆久溝通機制，以便動態調整措施[42]。
- 澳門輕軌氹仔線不足一個月內發生第二次故障，當晚8時半左右表示協和醫院站至蓮花站之間有列車故障，班次調整為18至24分鐘一班，其後在晚上約9時半宣佈逐步回復正常[43]。

## 10月12日
- 2024年澳門特別行政區行政長官選舉踏入禁止競選宣傳的冷靜期，唯一候選人岑浩輝之競選網站在死線前就已准時「暫停運作」，依法守法[44]。

## 10月13日
- 前澳門終審法院院長岑浩輝在澳門行政長官選舉中獲得394票，當選新一任澳門行政長官。[45][46]
- 美副將大馬路近栢蕙花園發生嚴重交通意外，一輛私家車懷疑失控如彈珠般左右兩邊衝撞，期間曾撞到一輛行駛中私家車尾、最後再衝上左邊行人路並撞入一獨立屋前庭花園始停下。肇事私家車頭和花園圍欄嚴重損毀，事件中造成四人受傷送院，警方初步調查懷疑肇事私家車機件故障引致意外[47]。

## 10月14日
- 第五任行政長官賀一誠會見第六任候任行政長官當選人岑浩輝，雙方均表示會保持良好溝通與互相合作，共同努力完成政府換屆交接工作[48]。
- 《澳門特別行政區公報》刊出行政命令，由特首賀一誠委任簡靜霞、盛銳敏出任中級法院法官，梁小娟、鄭綺雯、陳志榮出任第一審法院合議庭主席[49]。
- 交通諮詢委員會「簡化手續及安全工作小組」舉行工作會議，其中交通事務局代表介紹指澳門大橋通車後初期有效分流早晚高峰時段友誼大橋的部分車流量，另計劃於11月大賽車期間，試行取消友誼圓形地往A區的地面轉向，以加快該圓形地的交通流向[50]。
- 澳門多處下半旗悼念日前逝世的第十屆、十一屆全國人民代表大會常務委員會委員長吳邦國[51]。

## 10月15日
- 因受賄拆案瀆職被判監的助理檢察長江志已遭檢察院「停職」處理。澳門特別行政區檢察院表示，案件嚴重衝擊檢察院聲譽，已以刀刃向內和刮骨療傷的站位，全面審視內部運作和堵塞漏洞，淨化檢察司法隊伍，完善司法運作之管理與監督，冀挽回公眾信心[52]。
- 檢察院八名新檢察官就任並宣誓，檢察院正履職的司法官團隊人數增至42人[53]。
- 澳門特別行政區終審法院宣佈確認2024年澳門特別行政區行政長官選舉唯一參選人岑浩輝當選結果[54]。
- 位於氹仔新城E1區的治安警察局新總部及特警隊新大樓舉行揭幕儀式[55]。
- 澳門輕軌於兩星期內兩度發生故障，澳門輕軌股份有限公司表示已要求列車系統供應商必須查明和釐清故障原因，並提出改善措施建議，以防再次出現同樣問題[56]。
- 位於黑沙環東北大馬路的政府長者公寓正式投入服務[57]。

## 10月16日
- 澳門立法會展開最後一個會期，分別以細則性通過三個法案，包括創設簡易勒遷程序去打擊欠租「租霸」的《修改〈民事訴訟法典〉的勒遷之訴制度》法案[58]；另通過打擊「賭底面」、後增訂「換錢黨」刑事化等的《打擊不法賭博犯罪法》法案，至於香港六合彩在澳銷售方面，政府指屬於犯法行為，若是朋友在香港代購數張六合彩則不屬違法，因非經營出售[59]；涉及物業、商業登記及公證服務的聲明、通知等可以電子方式呈交的《物業、商業登記及公證的電子化》法案[60]。
- 澳門立法會主席高開賢表示，在政府立法計劃內，第七屆立法會第四個立法會期共有十五項法案[61]；2025財政年度預算開支近2.18億澳門元，按年增加1,300多萬元，增加6%[62]。
- 消防局公佈1至9月出勤宗數680宗，按年上升6.6%，當中救護車出動34,124宗，較往年同期增長6.66%。另外危險品及燃料安全執罰巳完成行政處罰程序共4宗[63]。
- 懲教管理局新址於10月20日起運作，並於10月19日起開展搬遷工作。當局對搬遷工作高度嚴謹，當日相關區域實施一系列的交通管制措施，以及路環全島禁飛無人機[64]。

## 10月17日
- 兩名本地居民夫婦涉嫌不法售賣六合彩賺取差價。治安警察局接舉報到兩人在北區經營的雜貨店調查，搜出58張六合彩彩票，聲稱自該年2月起不定期向不知名中國大陸男子購買六合彩票轉售，賺取每張5至9澳門元差價[65]。
- 2024／2025新司法年度開幕禮舉行。行政長官賀一誠指出，深化司法改革的腳步不能停歇。強調需要繼續推動司法體制和機制創新，提升司法機構的運作效率，加強司法人員的專業素養和職業道德，並嚴懲司法腐敗[66]。檢察長葉迅生指過去一年刑事立案創新高，犯罪趨勢有上升跡象。執法當局和司法機關需高度警惕，嚴厲遏制各類犯罪。並強調推動司法電子化的重要性，需要及時啟動相關研究和修法[67]。終審法院代院長宋敏莉表示，過去往年司法年度，共審理19,239宗案件，較前一年度增加1,858宗[68]。
- 兩名澳門居民於10月6日在美國遇上車禍身亡，其中一人的兒子崔先生於10月7日首次向澳門旅遊局求助，直至17日上午才確認死訊，家屬批評政府態度不聞不問，很不尊重。澳門立法會直選議員林宇滔則批評旅遊危機處理辦公室處理手法，認為政府值得反思如何避免再次出現同樣問題[69]。

## 10月18日
- 位於筷子基的房屋局大樓重建工程進入至最後內部裝修階段，預計2025年1月竣工，隨後會由房屋局接手，再開展裝修工程。後者工程已經招標判予有份參與建造的公司負責，價格約1.1億多澳門元[70]。
- 多年前曾計劃過建超高樓的氹仔小潭山七潭公路合共面積逾萬平方米的葡京花園六地段，土地工務局最新訂的規劃條件圖草案，決定把約八成原允發展的土地改收歸國有，包括一幢多層爛尾樓也要拆還，僅留兩幅有爛尾別墅的可續發展別墅地，限高亦維持、零放高。這亦意味發展商2023年提出的發展酒店計劃告吹[71]。
- 新城A區首幅教育用地的基礎及地庫工程正公開招標，標誌着A區學校村建設啟動。根據新城A區的詳細規劃，學校村包括四幅教育用地（規劃設八所學校及一間教育活動中心）及附近的康體設施大樓，預計提供約一萬三千個非高等教育學額[72]。
- 位於橫琴粵澳深度合作區的琴澳創新產業園（一期）舉行奠基儀式，作為深合區首個純工業用地，預計2026年底竣工，可提供超過40萬平方米的製造業空間，以承接澳門品牌工業擴產升級[73]。

## 10月19日
- 位於路環市區的路環監獄正式遷往九澳，搬遷工作於當天內完成，在多個警方部門協助下轉移共1,300多名囚犯，多條馬路一度實施臨時交通管制，交通警員在場指揮交通，適時開放路面疏導車流。受封路影響，路環市區一度擠塞，整體交通情況良好。搬遷行動至中午約12時提早結束，過程順利[74]。

## 10月20日
- 澳門旅遊局表示，首八個月入境國際客錄得逾150萬人次，當中2.35億元預算推動推動國際市場旅客訪澳，已核銷各項優惠超過預算的一半；當中直至第2季與航空公司合作項目的訂票量超過七萬張，往來港澳交通服務合作項目受惠旅客超過十萬位，線上及線下旅行社/電商/銀行合作項目銷售超過五萬人次[75]。
- 對於小紅書流傳有團客被要求支付進入賭場門票費用。澳門旅遊局局長文綺華回應說，有留意到相關言論，重申旅遊團相關行為涉及不法，當局也一直有聯同相關部門去巡查。若發現涉本地旅行社會開罰款，若情節嚴重則有機影響其續牌，而若涉過界導遊則另有罰則[76]。有旅遊業界表示，旅行團進入休企項目沒有所謂“入場費”。相關行程屬自願性質的自費項目，多發生於低價團，用以支付旅遊巴及司機費用。組團社、導遊及中國大陸領隊有需要清楚說明收費原因[77]。
- 兩名澳門居民於美國遇上車禍身亡，家長求助澳門旅遊局遭「冷待」，引起社會熱議。局長文綺華親自回應指，自旅遊危機處理辦公室合併後，相關工作人員有增無減，工作模式亦不變，均經外交部駐澳特派員公署與中國駐外使領館協作，跟進求助個案[78]。

## 10月21日
- 中華人民共和國成立後澳門首部地方志《澳門志‧地理分志》正式出版，內容包括澳門歷史、人口、城市規劃等變遷。特首賀一誠出席出版儀式並致辭時表示，出版能彰顯澳門特區政府珍視國家傳統，同時着力學習與探索澳門的歷史經驗[79]。
- 《澳門特別行政區公報》第一組刊登終審法院有關澳門特別行政區第六任行政長官選舉結果的公告，確認選舉的總核算結果，並宣佈當選的候選人為岑浩輝[80]。
- 新城A區B1及B2地段“學校村”建設啟動，當中交通配套方面設有巴士總站及輕軌站連接，並首次利用學校村的地庫建立學童接送系統，在每間學校設有專屬的地庫接送區域，家長可駕車直達各自學校地庫區域，學生可安全直達學校的接送大堂[81]。當中同善堂表示旗下中學新校舍於2027或2028年遷入“新城A區學校村”[82]。

## 10月22日
- 位於氹仔東北的新城D區填海工程即將於短期內啟動[83]。
- 近日澳門衛生局接獲4例乙型鏈球菌感染嚴重病例，其中一名患者死亡，該2例其後經檢測證實為乙型鏈球菌感染基因序列型283（ST283）[84]。
- 第71屆澳門格蘭披治大賽車將於11月中下旬舉行，對於三級方程式（F3）疫後復活一屆就告終，改由區域方程式賽車（FR）賽事取代，體育局局長張子軒稱，賽車不斷發展，故賽事亦不可能「一成不變」、「十年如一日」，有關安排是緊跟國際車壇發展潮流，推陳出新[85]。

## 10月23日
- 澳門旅遊局公佈首三季訪澳旅客量近2,600萬人次，按年上升三成[86]。代局長程衛東指是稍好於當局預期，而旅客結構和旅遊目的方面較疫前有變化，客源趨年輕化、女性佔比高，並更多是為休閒、美食而來[87]。
- 澳門特別行政區政府與澳門電訊的公共電信服務特許合同正式延長多一年至2025年9月30日[88]。
- 澳門司警與中華人民共和國公安部持續展開打擊換錢黨行動，其中澳門司警於全澳各區查獲42名中國大陸換錢黨成員並移送至中國大陸公安機關。警方指隨後《打擊不法賭博犯罪法》法案生效，未來將因應相關嫌疑人是否涉及跨境犯罪而考慮移交至中國公安[89]。
- 路環中水站一期主體工程正式動工。第一期主體工程最長施工期為430工作天，供水能力為每日2500立方米，計劃2026年向石排灣公屋群及澳門大學新校區供水[90]。

## 10月24日
- 一班中國大陸「輪椅大軍」結伴騎電腦輪椅遊澳，浩浩蕩蕩在馬路上穿越。由於根據《道路交通法》規定輪椅不得在馬路上行駛，警方獲悉後即派員跟進，最終將合共十一名男女檢控，當中大部分持有殘疾證明[91]。
- 位於澳門新街坊的澳門政務24小時自助服務中心正式啟用，除設自助辦證機和領證機、“智取易”智能文件櫃，提供多個政府部門服務的多功能自助服務機外，還設遙距服務櫃枱，身處橫琴的居民可透過視像與澳門政府部門的前枱接待人員聯通，遙距辦理各項政府手續[92]。
- 東望洋燈塔景觀危機再惹爭議，「東望洋斜巷十八至二十號」已經復工，在頂樓新增的梯屋被指超出新訂限高──海拔81.32米，澳門立法會直選議員林宇滔提出質詢，社會不明白該工程有否按照當局核准的工程計劃進行？是否符合世界遺產委員會通過的工程計劃？詢問政府會否再次對澳門歷史城區的世遺「金名片」造成影響？[93]

## 10月25日
- 國務院全體會議通過任命岑浩輝為澳門特別行政區第六任行政長官，於該年12月20日就職[94]。
- 澳門特別行政區行政會公佈修改《人才發展委員會》行政法規的草案，人才發展委員會表示自人才引進計劃推出後共收到超過一千份申請，超過四成獲批。約八成申請人來自中國大陸，約一成來自香港，約一成來自歐洲、美洲、亞洲[95]。
- 《投資基金法》法律草案於行政會完成討論，以取代規範投資基金及投資基金管理公司的第83/99/M號法令[96]。
- 橫琴口岸「合作查驗自助通道」通關人員擴展至三類符合條件持外國護照人員通行[97]。

## 10月26日
- 澳門大橋通車近一個月，交通事務局表示有效分流澳氹及港珠澳大橋珠澳口岸、新城A區的交通壓力，當中友誼大橋交通意外10月份較9月份的數字下降四成三，當中三成往返關閘及路氹城綜合酒店渡假村的酒店及娛樂場客運專車均改取道澳門大橋往返，減輕友誼大橋在晚間尖峰時段的約一成交通壓力[98]。
- “澳省聯歡慶回歸全民健身跑——省聯盃”在三號風球生效下順利舉行，吸引超過3,000人次參加[99]。
- 受颱風潭美影響，地球物理氣象局一度在當天凌晨4時改發三號風球，市面風力明顯增強，近傍晚落起驟雨及氣溫稍降，到晚上10時取消所有風球[100]。

## 10月27日
- 澳門司警破獲歷年最大一宗冰毒案，在澳門國際機場截獲一名從泰國抵澳的27歲台灣男子，從他的行李中撿獲重達11斤的冰毒，市值約3,600多萬澳門元。司警估計販毒集團以澳門作中轉站，毒品目的地是香港，正進一步追查案件[101]。
- 澳門特別行政區政府向澳門立法會提交2023年度預算執行報告。在省掉疫情經援舉措下，去年政府一般綜合總實際開支回落至905億元，同比減幅逾一成，而動用財政儲備終下調至100億元，與年度結餘金額相差無幾[102]。
- 澳門特別行政區政府總部開放日於周未舉行，特首賀一誠上午回到政總與到訪的居民和遊客相聚同樂，互動交談，合影留念[103]。
- 路環「兩湖方案」已經完成初步設計，但居民對設計內容所知甚少。公共建設局重申將適時向外公布有關的項目介紹及工程推進狀況等資訊[104]。
- 近日網上流傳行人在水坑尾街亂過馬路的影片，影片內容大致是有遊人跨過圍欄橫過馬路，引來網民熱議。針對有關亂象，警方回覆傳媒報查詢時表示，9月至10月下旬共檢控66人[105]。

## 10月28日
- 針對訴訟離婚等四類家事案引入強制訴前調解的《家事案件調解制度》法案，獲澳門立法會一般性通過。法案主要建議就特定家事案件，包括訴訟離婚、行使親權、（向配偶、前配偶或子女）提供扶養以及分配家庭居所的案件，當事人向法院提起相應訴訟或程序前，必須先向社會工作局申請家事調解，在完成調解程序後如仍有需要訴諸法院，可憑社工局發的調解證明書向法院提起訴訟或聲請[106]。《無線電通訊法律制度》法案獲細則性通過，對無線電通訊放寬監管標準，單純持有受管制的無線電通訊設備，例如將設備作後備存倉或展示用途，毋需申領牌照，同時擴大無線電通訊設備豁免認可範圍，例如需認可的手提電話、具備流動通訊功能的智能手錶或平板電腦，在新制度下可豁免認可，但若附帶衛星流動電信功能則不獲豁免認可[107]。
- 經濟財政司向澳門立法會公佈，政府於2023年仍繼續實施十五項惠民惠商措施，總開支為113.18億元，一般綜合帳目實際收入為1.0445億元，同比減8%，實際開支為905.72億元，減11.3%[108]。

## 10月29日
- 澳門輕軌股份有限公司正式宣布輕軌石排灣線於11月1日下午通車營運，首度實現線網轉乘[109]。
- 澳門立法會一常會邀請政府代表列席《小販管理制度》法案，該委員會主席李靜儀會後表示，政府聽取小販團體意見後，將親身經營及經營日數的規定作出彈性處理，小販准照持有人親身經營日數每年不得低於二百四十日，但按市政署的經營指引而提出要求者或其他兩類情況，則屬可豁免範圍[110]。

## 10月30日
- 政府臨近換屆時刻，近期在多項高官出席的官方活動及新聞發布會增設有別以往的採訪限制和門檻，澳門立法會直選議員林宇滔批評相關做法不必要、不合理，影響新聞自由，明顯違反《出版法》保障的資訊權，也有違政府一直宣稱「提高施政透明度，加強與傳媒的溝通與對話」的宗旨，促當局全面檢討改善[111]。
- 2024年澳門特別行政區行政長官選舉當選人岑浩輝於10月31日至11月2日赴北京市接受中華人民共和國澳門特別行政區第六任行政長官的任命[112]。
- 新城A區至澳門半島第二連接橋工程如期竣工[113]。
- 「打擊不法賭博犯罪法」生效首周，澳門司警於當天上午拘捕兩名正在交易的男女換錢黨，成為新法首宗經營賭博不法匯兌案件。以涉嫌經營賭博不法匯兌罪移送檢察院處理[114]。

## 10月31日
- 據治安警察局資料，2024年首三季錄得11,696宗交通事故，按年上升近一成八，涉及行人意外有371宗，同比增加10.75%[115]。
- “第三屆粵港澳大灣區服務貿易大會”舉行開幕式，特首賀一誠透過視頻方式致辭，強調澳門將把握粵港澳大灣區和橫琴粵澳深度合作區建設機遇，主動對接並服務大灣區建設，更好地服務國家高水平開放和高質量發展[116]。
- 「大灣區文化遺產論壇」舉行，論壇聚焦「粵港澳大灣區文化遺產的融通與共享」，邀請粵港澳大灣區城市代表、海內外文化遺產範疇的專家學者等發表專題研究成果和演講。論壇同場亦進行了「粵港澳大灣區文物主題遊徑」專題網頁啟動儀式[117]。